# Kemenate Großbodungen
Die Kemenate Großbodungen, auch Kemnot Großbodungen genannt, ist ein aus zwei historischen Fachwerkgebäuden bestehendes Ensemble aus dem 17. Jahrhundert im Ortskern von Großbodungen im thüringischen Landkreis Eichsfeld.
Im ehemaligen Wohnhaus der Schwarzburger Amtsleute war von 2005 bis 2018 die Galerie in der Burg und ein Café mit Kaffeegarten eingerichtet.

## Geschichte

### Vorwort
Die Kemenate, im Volksmund Kemnot genannt, ist ein aus zwei Fachwerkhäusern bestehendes Ensemble mit einem alten Laubengang und stellt neben der Burg Großbodungen eines der wichtigsten Baudenkmale im historischen Ortskern von Großbodungen dar.
Bekannt geworden ist das historische Kemenatenensemble als Wohnhaus des aus Nordhausen stammenden Schriftstellers Carl Duval (1807–1853). Er gab 1845 in Großbodungen das bekannte Buch Das Eichsfeld oder historisch-romantische Beschreibung aller Städte, Burgen, Schlösser, Klöster, Dörfer und sonstiger beachtenswerter Punkte des Eichsfeldes heraus, welches mit kunstfertigen Lithographien aus der Hand Duvals illustriert ist und auch heute noch als ein Standardwerk über das Eichsfeld gilt.

### Namenserklärung
Der Name Kemnot wird unterschiedlich erklärt: „Käme Noth“, so würde das Gebäude Sicherheit gewähren – ist eine Erklärung. „Domus Caminata“ – ein mit Kamin versehenes Haus – ist eine weitere Herleitung. Sicherheit und Wärme ergänzen sich. An einer fränkisch-sächsischen Fernstraße in der Mitte zwischen Nordhausen und Duderstadt gelegen, bot die Kemenate eine beheizte Raststation. So bedeutet „cheminata“ im Althochdeutschen: ’Bleibe‘ oder ’Herberge‘ mit einem wärmenden Kamin.
Im Hohen Mittelalter war die Kemnot ein mit der Burg Großbodungen korrespondierendes Gebäude im Besitz der Herren von Bodungen, das sich durch eine Feuerstelle, einen heizenden Kamin auszeichnete, während die Burg in ihren Anfängen zunächst als Flucht- und Wehrburg diente.

### Das Lehen
Das Ortsadelsgeschlecht derer von Bodungen wechselte im 14. Jahrhundert auf das Eichsfeld nach Martinfeld über, gab Dorflehen und Burg zugunsten der einflussreichen Harzgrafen von Hohnstein auf.
Über den Erbverbrüderungsvertrag von 1433 gelangte das Bodunger Lehen nach Aussterben der Hohnsteiner im Jahre 1593 an die Grafen von Schwarzburg und zu Stolberg. Ein reger Besitzerwechsel setzte ein. 1621 bestand die Kemenate bereits aus zwei Gebäuden, die sich in unterschiedlicher Hand befanden. Gebriel Schnee und Jobst Böttcher besaßen je eine Hälfte und verpachteten die dazugehörigen Ländereien. Diejenige Hälfte der Kemenate, die Gabriel Schnee gehörte, gelangte über Emerentia Schnee (von Schnehen) an den braunschweig-lüneburgischen Landsyndikus Johann Wulbrand Reiche in Alfeld (Leine). Dieser verpachtete das Gebäude, da es für ihn zu weit abseits lag. Letztendlich verkaufte er in Alfeld die halbe Kemenate Großbodungen am 6. Februar 1660 für 75 Taler an den schwarzburgischen Amtmann Thomas Billeb.

### Der Bauherr
Im Jahr 1663 ersetzte der gräflich schwarzburgische Amtmann Thomas Billeb (ca. 1617–1687) den vorhandenen, vermutlich baufälligen alten Bau durch ein stattliches Wohnhaus. An der zweiflügeligen Fachwerkanlage sind die Außenfassaden durch kunstfertiges Eichenfachwerk geprägt.
In der Inschrift über der Toreinfahrt bekundet er sich selbst als Erbauer mit den Worten:

„Gott zu Lobe, meinen gnädigen Herren, denen Grafen zu Schwarzburg und Stolbergk beiderseits Grafen zu Hohnstein zu Ehren, mir und meinen Erben zum Besten habe ich Thomas Billeb diesen Hoff erbowet. Anno 1663.“

Neben dem großzügigen Raumzuschnitt zeichnet eine große „schwarze Küche“ mit offener Herdstelle und mächtigem, bis in das Dach reichenden Kaminwerk den Nordflügel der Anlage, das Haus am Wasser, aus. Die „schwarze Küche“ – nach Auskunft des Landesdenkmalamtes eine der größten in Thüringen – ist zu DDR-Zeiten zugemauert worden und heute nur noch in Ansätzen sichtbar.
Der Erbauer Thomas Billeb – aus einfachen Verhältnissen stammend – machte in Großbodungen eine bemerkenswerte Karriere vom Bauernsohn zu gräflichen Amtmann. Dieses Amt hatte Billeb bis zu seinem Tode 1687 fast 34 Jahre lang inne. Die mit seinem Amt verbundene Pacht des ca. 360 Morgen großen Kammergutes und das Kemenatenlehen waren für Thomas Billeb ganz offenbar wirtschaftlich erträglich.
Die Bewohner der zum Amt gehörenden Dörfer Kraja, Wallrode und Bodungen hatten in unterschiedlicher Weise Frondienste zu leisten. Für die ebenfalls zum Amt gehörenden Hauröder Einwohner bestand beispielsweise die Regelung, dass sie die Gärten hinter dem Amtshaus, welches in der Burg Großbodungen untergebracht war, an bestimmten Tagen zu bearbeiten hatten.
Amtseinkünfe und erfolgreiche Landwirtschaft versetzten Thomas Billeb in die Lage, im siebten Jahr seiner Amtstätigkeit 1659 das Lehengut Kemnot, zu dem ein großer Landbesitz gehörte, käuflich zu erwerben. Wahrscheinlich wird er den Neuaufbau der Kemenate alsbald begonnen haben.
Vier Jahre später, 1663, war das stattliche Fachwerk-Ensemble fertiggestellt, und Billeb konnte mit seiner aus Tastungen stammenden Frau Katharina geb. Kauffmann und den 8 Kindern das neue Zuhause beziehen. Bis zu seinem Tode 1687 wohnte Thomas Billeb in der von ihm errichteten Kemenate.

### Weitere Besitzer

Die Kemenate Großbodungen

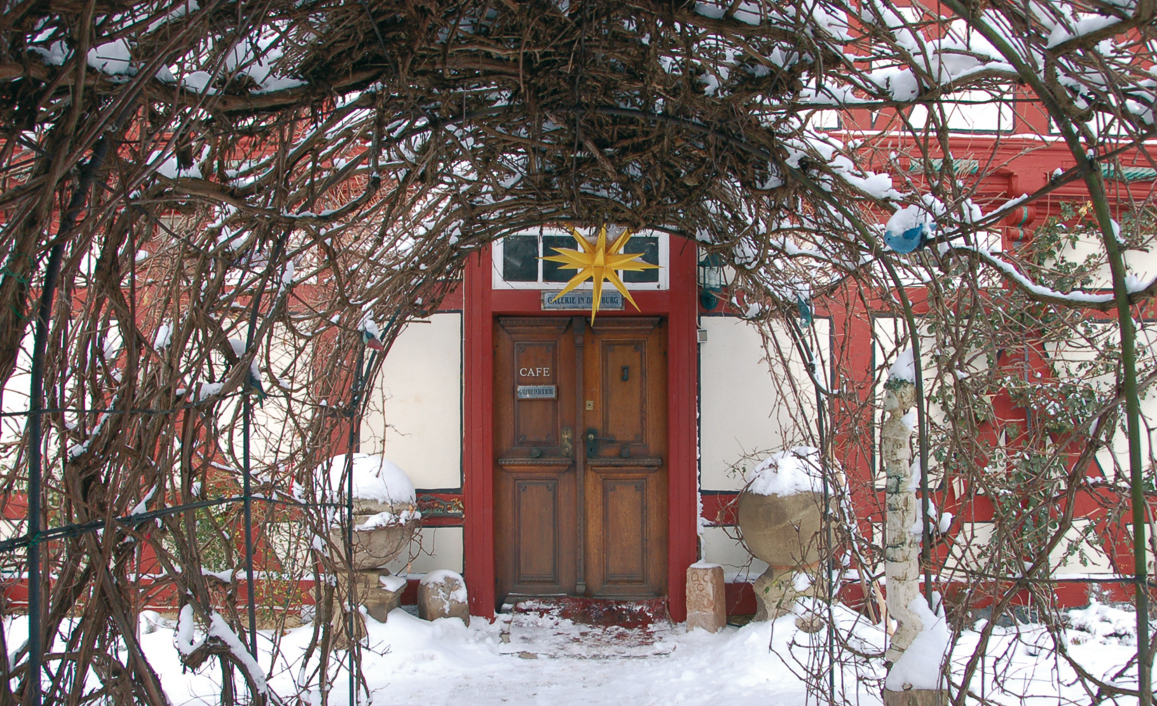
Eingang der Kemenate Großbodungen

Nach Billebs Tod erbt 1687 sein Sohn Heinrich Christian (1664–1724) das Anwesen, dessen Kinder es 1729 an den Bodunger Oberamtmann und Hofrat Johann Friedrich Wackerhagen (1681–1747) veräußerten. Bis 1778 blieben die Häuser im Besitz der Familie Wackerhagen, die im Innenbereich eine umfangreiche Neugestaltung vornahm. Barocke Wandpaneele, Türen und Kreuzstockfenster sowie qualitätsvolle Holzfußböden, zum Teil mit barocken, floralen Intarsienarbeiten, zeugen noch heute von diesen Sanierungsmaßnahmen.
Wirtschaftliche Not der Familie Wackerhagen führte im Jahr 1780 zur Zwangsversteigerung der Kemenate. Neue Eigentümer wurden der Bodunger Amtmann Geußenhainer und sein Schwager, der Bleicheröder Kaufmann Johann Daniel Trautvetter.
Nachdem das Eichsfeld und damit auch Großbodungen infolge der Napoleonischen Kriege 1816 preußisch geworden war, stand 1818 ein weiterer Besitzerwechsel an: Der Kaufmann Julius Weber übernahm die Kemenate. Weber wurde beim Schmuggeln über die nahegelegene preußisch-hannoversche Grenze beim Sonnenstein gefasst, die Kemenate 1840 in Erfurt durch die Regierung zwangsversteigert.
Für die nächsten 8 Jahre wechselte das Anwesen in den Besitz des Ökonomen Johann Gottlieb Möller, der im Nordflügel des Anwesens den eingangs erwähnten Schriftsteller Carl Duval wohnen ließ.
Im Revolutionsjahr 1848 gingen die Häuser an die Familie des Kgl. Preußischen Kommerzienrates Johann August Müller über. Seine Töchter erbten die Kemenate: Charlotte Müller (1853–1925) war mit dem Bodunger Pfarrer und Superintendenten Gustav Blau (1842–1925) verheiratet; ihm verdankt der Ort eine sorgfältige und umfassende Chronik.
Ihre Schwester Alvine, Ehefrau des Freiherrn von Uslar-Gleichen, lebte nach Konkurs ihres Gutes im Nebengebäude der Kemnot.
Die Nachfahren der beiden Schwestern erhielten die Kemenate Mitte der 90er Jahre zurück und verkauften sie im Jahre 2005 an Raban Graf von Westphalen und seine Ehefrau Gerlinde Gräfin von Westphalen, die seit 1994 bereits die Burg Großbodungen besaßen. Das durch jahrelangen Leerstand vom Verfall stark bedrohte Fachwerk-Ensemble wurde seitdem aufwendig saniert. Für die Sanierung wurden Graf und Gräfin von Westphalen 2012 mit dem Stiftungspreis der Deutschen Burgenvereinigung ausgezeichnet.
Im November 2018 wurde die Kemenate Großbodungen an ein Ehepaar aus Sachsen verkauft.
Keine sieben Jahre später gab es im Sommer 2025 erneut einen Besitzerwechsel.

### Die Nutzung

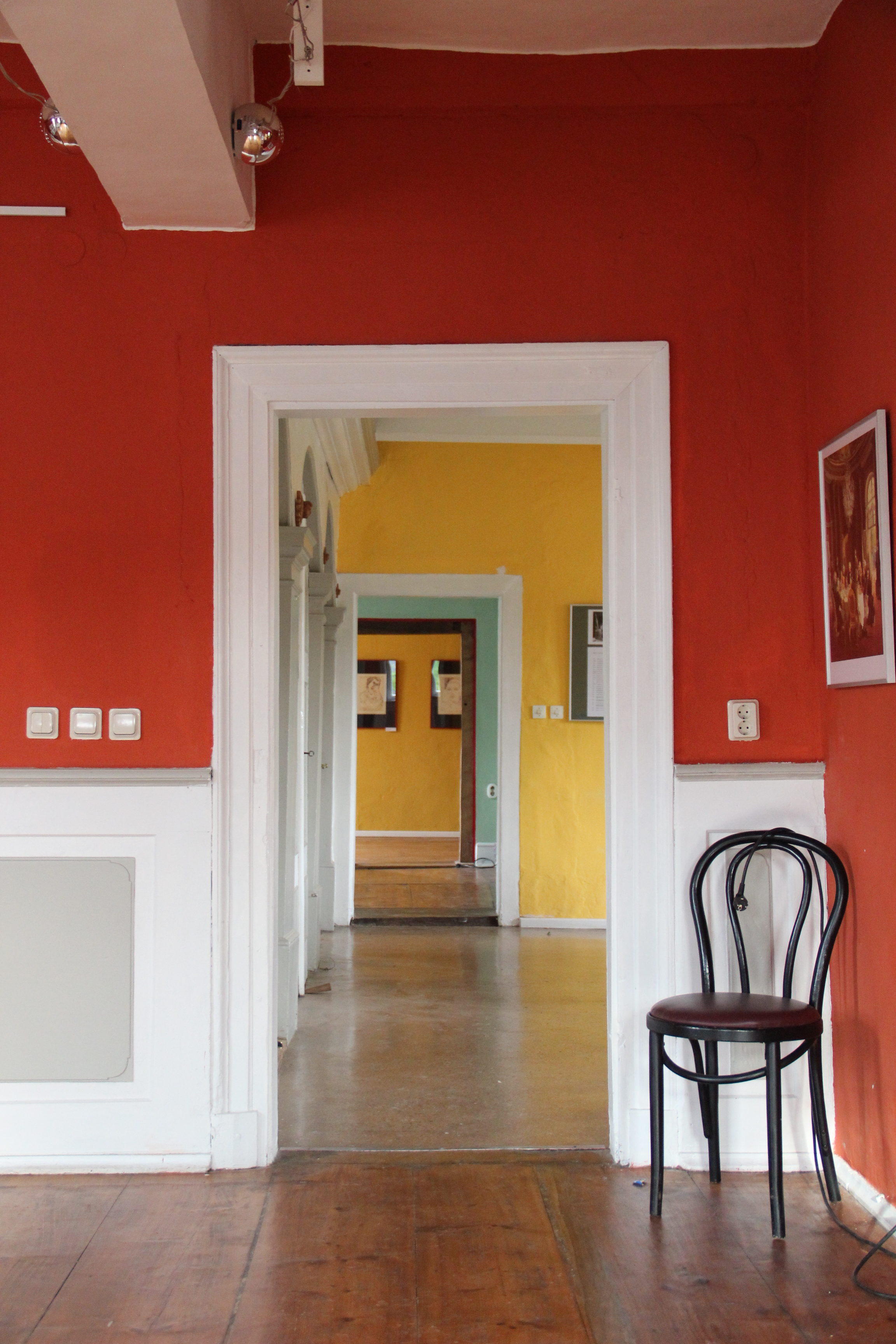
Galerieräume in der Kemenate Großbodungen

2005 wurde im repräsentativen ehemaligen Wohnhaus der Schwarzburger Amtsleute die, bis dato in der Burg Großbodungen beheimatete, Galerie in der Burg mit dem Café in der Kemenate neu eingerichtet. Im Sommer lockte zudem ein verwunschener Kaffeegarten mit einem alten Laubengang.
Seit dieser Zeit fanden hier regelmäßig kulturelle Ausstellungen, Lesungen, Konzerte, Vorträge und jährliche Veranstaltungen statt, wie unter anderen, der:
- Tag der Rose (letzter Sonntag im Juni)
- Internationaler Museumstag (dritter Sonntag im Mai)
- Tag des offenen Denkmals (zweiter Sonntag im September)
- Traditioneller Weihnachtsmarkt in der Kemenate (1. Adventssonntag)

Das von 2004 bis 2021 bestehende Burgforum e.V. unterstützte als Förderverein die Veranstaltungen der Galerie in der Burg in vielfältiger Weise.
2018 konnte die Galerie in der Burg auf 20 erfolgreiche Ausstellungsjahre mit insgesamt 60 Ausstellungen und rund 400 Veranstaltungen zurückblicken.
Das Café in der Kemenate wurde nach dem Tag der Rose 2018 geschlossen und die Galerie in der Burg aufgelöst. Das Burgforum bestand noch drei Jahre weiter fort.
Die Räumlichkeiten der Galerie im Obergeschoss werden seit 2019 privat genutzt und sind nicht mehr öffentlich zugänglich. Das Café im Erdgeschoss ist zurzeit geschlossen.